# واکرنهایم
واکرنهایم (به آلمانی: Wackernheim) یک شهر در آلمان است که در ماینتس-بینگن واقع شده‌است. واکرنهایم ۲٬۵۹۱ نفر جمعیت دارد.

## خواهرخوانده
شهرهای Daix و رونکا خواهرخوانده‌های واکرنهایم هستند.